# یورگن پرشون
یورگن پرشون (سوئدی: Jörgen Persson؛ زادهٔ ۱۰ سپتامبر ۱۹۳۶) فیلم‌بردار اهل سوئد است.
از فیلم‌هایی که وی در آن‌ها نقش داشته‌است، می‌توان به الویرا مادیگان، بازی سفید، یک داستان عاشقانه سوئدی، قاتل ساده‌لوحِ، بهترین نیات، اوکه و دنیای او، پی و بی، دوران گرگ و ناراست چون آب اشاره نمود.